# Буцина

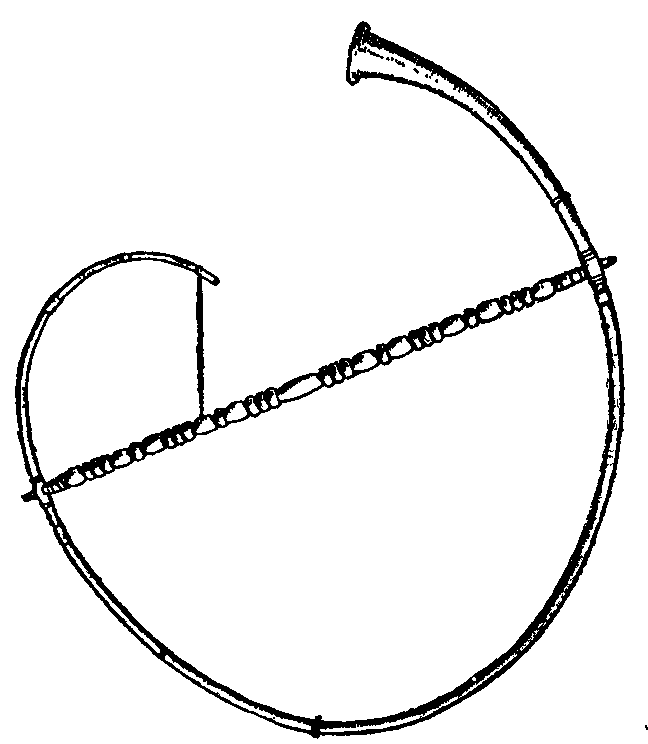
Буцина

Буци́на, букци́на (лат. buccina/bucina, от bucca - «щека», по-гречески — βυκάνη) — медный духовой инструмент в древнеримской армии.
Иногда буцина описывалась в античной литературе, например такой великий поэт, как Овидий (43 г. до н. э. — 8 г. н. э.) в своих «Метаморфозах» (I 333—338) писал о тритонах, играющих на буцине.
Буцина представляла собой узкую медную цилиндрическую трубу, приблизительно 11—12 футов длиной с мундштуком в форме чашечки, согнутую в виде широкой русской буквы C и имеющую горизонтальный раструб, за который музыкант удерживал инструмент во время игры. Документальные источники не описывают четких различий между буциной и другими медными инструментами, хотя упоминается о том, что буцина была укороченным подобием корну. Изображения на памятниках изображают два варианта инструмента: прямой и изогнутый. В надписях тем не менее перечисляются три вида музыкантов: тубицены, корницены и буцинаторы, то есть трубачи, играющие соответственно на (медной или бронзовой, прямой) натуральной трубе с раструбом и мундштуком, корну — длинном роге или трубке закругленной формы (напоминающую латинскую букву «G» с горизонтальным раструбом и мундштуком) и буцине.
Термин «bucina» (как и «tuba») использовался применительно к любому из медных инструментов, причём и определённо чаще для изогнутых в форме русской буквы С инструментов.
Буцина издавала низкие грубые звуки, которые возвещали о смене караула, прибытии легата, императора или военачальника, при оглашении различных указов и смертных приговоров. В «Истории Рима от основания Города», VII, 35, I, по Титу Ливию, смена ночной стражи определялась как «первая», «вторая», «третья букцина».
Буцина встречается в «Энеиде» Вергилия, в сочинениях Цицерона, Петрония и др. К сожалению, описания устройства инструмента не сохранилось. По свидетельствам современников, звуки буцины были хриплыми и устрашающими.
Музыканта, игравшего на буцине, называли «щечным мускулом» или «буцинатором/букцинатором» (bu[c]cinator). Наряду с «тубицином» (tubicen) и «корницином» (cornicen) букцинатор — военный трубач-сигнальщик в римской армии и флоте. Обычно находился при командире соединения и подавал различные сигналы общего характера: «в поход», «к бою», «бросить якорь» и т. д, с помощью буцины.
Возможно буцина была вторым инструментом, на котором играли то некоторые тубицены, то некоторые корницены. В лагере подавать сигнал трубой каждой смене стражи лежала на обязанности центуриона, причём центурион исполнял эту обязанность через трубача — буцинатора первой манипулы триариев. В греческом искусстве буцина иногда служила, как знак отличия греков от варваров. Буцинаторы, тубицены и корницены относились к младшим офицерам — принципалам. Внешним отличаем римских военных музыкантов была звериная шкура (медвежья или волчья), накинутая на шлем и завязанная передними лапами на груди. Вооружение составлял меч (gladius). В качестве защитной экипировки применялись кольчуга или чешуйчатый доспех, а также небольшой круглый щит (parma), носившийся сбоку или за спиной на ремне. Непосредственным начальником буцинатора являлся центурион.

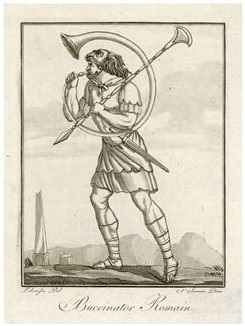
Буцинатор (старинное изображение)

Вегеций Флавий Ренат в своей «Epitoma Rei Militaris» упоминал о буцинаторах следующее:

…знак, который подают музыканты на рожках (буцинаторы), называется «классикум». Этот знак относится к высшему командованию, так как сигнал «классикум» раздается в присутствии императора, или когда производится наказание воина со смертным исходом, так как обязательно, чтобы это совершалось на основании императорских постановлений…

Документальные источники о жизни буцинаторов очень редки, как например надпись на надгробии буцинатора Луция Спуренния Руфа 201—250 гг из Болгарии (Polski Trumbesh): (перевод с латинского): 

…Богам Манам. Если боги Маны существуют, они понимают, что ты был надеждами наших жизней. Ныне этот камень указывает, где покоится тот кто существовал. Луций Спуренний Геркулан, брат и Флавия Паула, мать, Луцию Спуреннию Руфу, буцинатору Маттиакийской когорты, прослужившему 20 лет, хорошо заслужившему поставили (надгробие). Будьте здоровы, проходящие мимо путники.(8. AE.1892.109; CIL.III.12437; ILBulg.395)